# Upplands runinskrifter 726
Upplands runinskrifter 726 är en vikingatida runsten av granit i Ramby, Löts socken och Enköpings kommun. Runstenen är 1,95 meter hög och 1,40 meter bred. Runhöjden är 8-13 centimeter. På den östra sidan av stenen finns en djurristning. Ristningen är signerad av Balle. Den visar också överensstämmelser ornamentalt med Sö 210 och Sö 212 som är ristade av Balle.

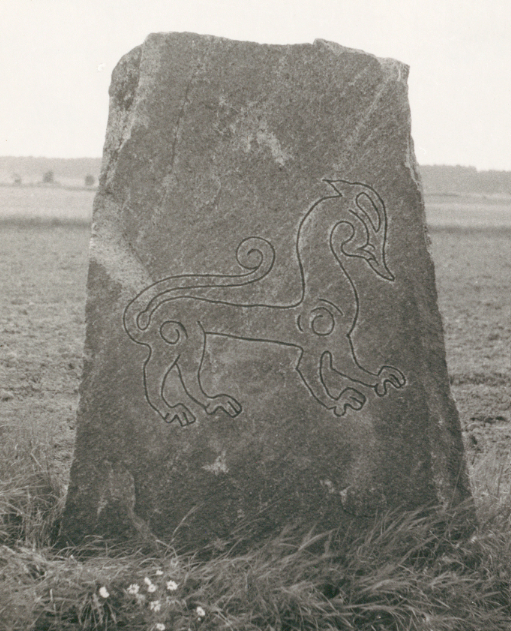
U 726, sidan med rundjuret.

## Inskriften
Translitterering av runraden:
þuriʀ : lit : risa : stin : þina : yftiʀ : isbir : f... ...-- : -(u)(þ) ... ... ... ... ... ... ...- til : kart : bali : risti : runa-
Normalisering till runsvenska:
Þoriʀ let ræisa stæin þenna æftiʀ Æsbiorn, f[aður sinn(?)]. [G]uð [hialpi sal hans bætr þæn hann hafði] til gært. Balli risti runa[ʀ].
Översättning till nusvenska:
Tore lät resa denna sten efter Asbjörn, sin fader. Gud (hjälpe hans själ bättre än han hade) förtjänat. Balle ristade runorna.